# Élection présidentielle palestinienne de 2005
L'élection présidentielle palestinienne de 2005 est la première à se tenir depuis les élections générales palestiniennes de 1996. Elle s'est déroulée le 9 janvier 2005 en Cisjordanie et dans la Bande de Gaza.
Parmi les sept candidats qui se sont présentés pour remplacer Yasser Arafat décédé le 11 novembre 2004, les électeurs désignent alors le président de l'Organisation de libération de la Palestine, Mahmoud Abbas, comme président de l'Autorité palestinienne.
Abbas a remporté 62 % des suffrages devant Mustafa Barghouti à moins de 20 % et loin devant les autres candidats.
L'élection a été boycottée par le Hamas et le Jihad islamique palestinien. Dans la bande de Gaza où le soutien au Hamas est important, 50 % des électeurs ont voté.

## Campagne électorale

### Candidature de Marwan Barghouti
Deux semaines après le décès de Yasser Arafat, le Fatah a nommé pour candidat du mouvement Mahmoud Abbas, ancien Premier ministre, malgré son relatif manque de soutien populaire. Or, l'ancien leader du Fatah en Cisjordanie et membre du Conseil législatif palestinien Marwan Barghouti suggéra, depuis sa prison en Israël où il a été condamné pour ses responsabilités dans plusieurs attentats meurtriers lors de la Seconde Intifada, qu'il pourrait se porter candidat pour l'élection. Les spéculations se multiplièrent alors autour de la possibilité de cette candidature capable de rivaliser sérieusement avec Abbas, ce qui rencontra l'opposition d'activistes du Fatah.
Après plusieurs annonces contradictoires successives, Marwan Barghouti déclara officielle sa candidature juste avant la date limite des dépôts, mais il se retira de la course le 21 décembre après discussions avec les dirigeants du Fatah.
Les sondages d'opinion avant ce retrait donnaient des résultats serrés entre les deux candidats du Fatah :
- Mahmoud Abbas 44 % / Marwan Barghouti 46 % (±3 %) (Development Studies Program, Bir Zeit University)
- Mahmoud Abbas 40 % / Marwan Barghouti 38 % (±3 %) (Palestinian Center for Policy and Survey Research)
- Mahmoud Abbas 40 % / Marwan Barghouti 22 % (±3 %) (Palestinian Center for Public Opinion)

Après le retrait, Abbas devint le favori du scrutin, devant Mustafa Barghouti en seconde position.

### Liste officielle des candidats
- Mahmoud Abbas - Organisation de libération de la Palestine. Ancien Premier ministre et Président en fonction de l'OLP, il est nommé représentant du Fatah le 25 novembre 2004
- Abdel Halim al-Ashqar - indépendant.
- Sayyid Barakah - indépendant.
- Mustafa Barghouti - indépendant. Activiste démocrate et dirigeant de l'Initiative nationale palestinienne. Sa candidature est soutenue par le Front populaire de libération de la Palestine. À ne pas confondre avec son cousin Marwan Barghouti.
- Taysir Khalid - Front démocratique pour la libération de la Palestine
- Bassam al-Salhi - Parti du peuple palestinien
- Abdel Karim Shubeir - indépendant

Trois autres candidats qui étaient inscrits comme candidats se sont retirés après l'établissement de la liste officielle des candidats. Ce sont: Marwan Barghouti, Hassan Khreisheh et Abd al-Sattar Qasim.

### Difficultés rencontrées au cours de la campagne
La campagne électorale a rencontré des problèmes liés aux déplacements limités dus aux barrages israéliens dans les territoires palestiniens, bien que les autorités israéliennes aient assuré qu'ils feraient de leur mieux pour permettre le déroulement des élections.
Parmi les incidents rapportés,
- Mustafa Barghouti fut arrêté puis expulsé de Jérusalem-Est où il allait tenir un discours électoral. On l'empêcha également d'accéder à Naplouse et Gaza.
- Bassam al-Salhi, candidat du parti du peuple palestinien socialiste, ne put pas visiter Jérusalem-Est.

Nombre d'opposants à Abbas protestèrent contre ces difficultés alors qu'Israël avait autorisé Abbas à mener sa campagne électorale dans ces lieux. Abbas fut notamment le seul candidat à accéder à Gaza.

## Déroulement de la consultation

### Accès aux bureaux de vote
L'élection a été marquée par des difficultés rencontrées par les Palestiniens pour accéder aux bureaux de vote. À Khan Younès, des soldats israéliens ont ouverts le feu contre un bureau de vote dans une école et près d'un barrage, empêchant certains accès aux bureaux de vote, d'après le site internet imemc.org.
Des problèmes techniques ont aussi été rencontrés dus à des listes électorales incomplètes. Les personnes non enregistrées dans les listes furent autorisées à voter sur présentation d'une carte d'identité valide. Le vote a été prolongé de deux heures supplémentaires après la fermeture prévue, apparemment à la demande du Fatah. Le dirigeant de la commission électorale a démissionné pour protester.
L'élection a été observée par un grand nombre d'observateurs internationaux dont l'ancien Président américain Jimmy Carter.
Le chef de la politique étrangère de l'Union européenne, Javier Solana, a critiqué Israël pour avoir empêché le bon déroulement de cette élection présidentielle. Il aurait reproché aux Israéliens de ne pas avoir tenu leurs promesses de faciliter cette élection

### Exclusion des Palestiniens de Diaspora
En plus de la faible participation des Palestiniens des territoires, les Palestiniens vivant en réfugiés ou exilés hors de Palestine n'ont pas pu participer à l'élection.
Contrairement à ce qui était fait en Afghanistan et en Irak, peu d'efforts de la communauté internationale ont été notés pour permettre la participation de ces populations de la diaspora palestinienne ou la candidature de Palestiniens exilés.

## Résultats
Mahmoud Abbas gagne l'élection avec plus de 62 % des votes enregistrés. 72;13 % des inscrits aux listes électorales ont voté, mais 30 % des citoyens n'étaient pas enregistrés sur ces listes.
Les résultats complets ont été publiés le 12 janvier 2005 par la Commission Centrale des Élections :
| Candidats - Formation politique                                      | Votes   | %     |
| -------------------------------------------------------------------- | ------- | ----- |
| Mahmoud Abbas - Fatah                                                | 501 448 | 62,52 |
| Mustafa Barghouti - Indépendant                                      | 156 227 | 19,48 |
| Taysir Khald - Front démocratique pour la libération de la Palestine | 26 848  | 3,35  |
| Abdel Halim al-Ashqar - Indépendant                                  | 22 171  | 2,76  |
| Bassam al-Salhi - Parti du peuple palestinien                        | 21 429  | 2,67  |
| Sayyid Barakah - Indépendant                                         | 10 406  | 1,30  |
| Abdel Karim Shubeir - Indépendant                                    | 5 717   | 0,71  |
| Bulletins invalides                                                  | 30 672  | 3,82  |
| Bulletins blancs                                                     | 27 159  | 3,39  |
| Total                                                                | 802 077 | 100,0 |

Source : Commission Centrale des Élections

### Analyses des résultats
À la veille du scrutin, 1,092,407 personnes étaient enregistrées sur les listes électorales d'après la Commission Centrale des Élections (CCE).
Toutefois, lors d'un rapport du 23 novembre, la CCE explique : « le nombre de personnes enregistrées sur les listes d'électeurs a atteint le nombre de 1 111 868, soit 67 % du nombre d'électeurs potentiels estimé pendant la campagne d'enregistrement menée du 4 septembre au 13 octobre 2004. Parmi ces listes, 19 000 noms ont été retirés car des informations étaient manquantes ou à cause de redondance de noms. Après ces ajustements, le nombre de votants enregistrés est descendu à 1 092 856 ».
Un total de 775 146 bulletins ont été validés lors de la consultation du 9 janvier, selon le rapport officiel qui donnait le détail des votes par candidat.
À l'issue du scrutin, le Dr Hanna Nasir de la Commission Centrale des Élections a affirmé que « environ 70 % des personnes enregistrées avaient voté... et qu'approximativement 10 % seulement des personnes non enregistrées étaient venues voter. ».
Dans un souci de permettre une forte participation au scrutin, la Commission a tenté d'enregistrer le plus grand nombre de Palestiniens sur les listes de l'élection. À quelques heures de la fin du scrutin, la décision de permettre à des personnes non enregistrées de voter en utilisant leur carte d'identité a été grandement contestée, faisant craindre des votes multiples. Un officiel palestinien de l'encadrement de l'élection a déclaré sous l'anonymat à Associated Press que cette décision avait été prise après de fortes pressions du mouvement Fatah de Mahmoud Abbas qui aurait craint son affaiblissement dans le cas d'une faible participation .

### Réactions internationales
Le Président américain George W. Bush a déclaré que cette élection marquait une étape essentielle vers l'objectif d'un État et a promis d'aider le nouveau président palestinien à relancer les négociations de paix avec Israël.
Abbas fut également félicité par le Premier ministre Ariel Sharon qui lui téléphona après l'annonce des résultats officiels. Sharon réitéra son appel au nouveau dirigeant afin qu'il s'investisse pour mettre fin aux attaques contre des Israéliens.
L'Union européenne salua également cette élection par une déclaration du président de la Commission européenne José Manuel Durão Barroso décrivant « une étape très importante vers la création d'un État palestinien viable et démocratique ».